# Фьори, Адриано
Адриа́но Фьо́ри (итал. Adriano Fiori; 1865—1950) — итальянский ботаник.

## Биография
Адриано Фьори родился 17 декабря 1865 года в Казинальбо (район города Формиджине)  в семье Альфонсо Фьори и Эмилии Пайни. Под влиянием профессора Моденского университета Пьетро Ромуальдо Пиротты Фьори стал заниматься изучением местной флоры, по большей части интересуясь моховидными, вместе с садоводом Энцо Феррари предпринимая ботанические экскурсии.
Учился Фьори в Университете Модены, после переезда Пиротты в Рим посещал лекции Антонио Мори. В свободное время путешествовал по окрестностям Модены, часто вместе со своим братом, энтомологом Андреа (1854—1933). В 1892 году окончил Университет Модены, затем стал ассистентом П. Саккардо в Падуанском ботаническом институте. По предложению Саккардо Фьори и Джулио Паолетти начали работу над созданием фундаментальной монографии флоры Италии. Вместе с Фьори и Паолетти работали также А. Бегено, П. Больцон, А. Троттер, Р. Пампанини и Л. Ваккари.
В 1893 году Адриано женился на Джованне Феррари.
С 1897 года Фьори работал доцентом ботаники в Падуанском университете. В 1898 году вышли первый том Flora analitica и первая часть Flora iconografica, двух совместных работ Фьори и Паолетти.
С 1900 года Фьори работал профессором в Валломброзском лесном институте, впоследствии стал его директором. В 1904 году Фьори и Бегено, оставшись без поддержки Паолетти, издали третий том Flora analitica и вторую часть Flora iconografica. Всего в этих работал содержалось 2188 страниц и 4117 рисунков. В 1909 году Фьори при поддержке Министерства сельского хозяйства исследовал флору современной Эритреи. В 1913 году Фьори стал заведующим кафедрой лесной ботаники в Высшем лесном институте Флоренции.
Впоследствии Фьори в одиночку занимался расширением, переработкой и переизданием двух «Флор». Он скончался 5 ноября 1950 года в родном Казинальбо.
Гербарий Адриано Фьори был передан Ботаническому институту Флорентийского университета (FI).

## Некоторые научные работы
- Fiori, A.; Paoletti, G. Iconographia florae italicae. — Padova, Udine, 1895—1904.
- Fiori, A.; Paoletti, G.; Béguinot, A. Flora analitica d'Italia. — Padova, 1896—1908. — 4 vols.
- Negri, G. et al. Lo stato attuale delle conoscenze sulla vegetazione dell' Italia. — Roma, 1909. — 107 p.
- Fiori, A. Boschi e piante legnose dell'Eritrea. — Firenze, 1912. — 428 p.
- Fiori, A. Nuova flora analytica d'Italia. — 1923—1929. — 2 vols.

## Роды, названные в честь А. Фьори
- Fioria Mattei, 1917
- Fioriella Sacc. & D.Sacc., 1905 [= Diplodina Westend., 1857]